# غرنوقي
الغرنوق الدموي، إبرة الراعي الدموية أو الغُرنوقيّ أو إبرة الراعي أو الجحليق (باللاتينية: Geranium) جنس نباتي يتبع الفصيلة الغرنوقية. يضم 424 نوعًا مقبولا وعشرات أخرى لم يُحْسَمْ أمرها بعد. تنتشر كثير من أنواع الغرنوقي في الوطن العربي. سُمِّي إلماعًا بالتشابه النسبي بين منقار الغرنوق وثمرة النبات المنتهية بمنقار.
أنواع النبات الحولية وثنائية الحول والمعمرة للنباتات المزهرة، التي تُعرف على نحو شائع باسم نباتات إبر الراعي. وينمو هذا النبات في جميع أنحاء العالم معتدلة المناخ وعلى جبال المناطق الاستوائية، في حين يكثر وجوده في الجانب الشرقي لحوض البحر المتوسط. تأخذ أوراق الشق الراحية الطويلة شكلاً دائريًا واسعًا. وتتمتّع هذه الزهور بخمس بتلات (أوراقٍ تويجيةٍ)، كما أنها قد تكون بيضاء اللون أو وردية أو قرمزية أو زرقاء وتحتوي في أغلب الأحيان على عروقٍ مميَّزة. ويمكن لنبات الغرنوقي أن ينمو في أي تربة ما لم تكن مغمورة بالمياه. وتحدث عملية الإكثار في النباتات عن طريق الحصاد شبه الناضج في فصل الصيف أو البذور أو الانقسام في فصل الخريف أو الربيع.
يُشتق اسم هذا الجنس من الكلمة اليونانية γέρανος، géranos أو γερανός، geranós التي تعني مرفاعًا. واستُمد اللفظ الإنجليزي "cranesbill" من مظهر غلاف ثمرة بعض الأنواع. يتبع بعض أنواع جنس نبات الغرنوقي آلية مميَّزة عند انتثار البذور، حيث تتكون هذه الأنواع من عمودٍ يشبه المنقار يتفتح في فصل الربيع عندما ينضج ويلقي بالبذور لمسافةٍ ما. يحتوي غلاف الثمرة على خمس خلايا يوجد بكلٍ منها بذرة واحدة وتتجمع هذه الخلايا لتكوِّن عمودًا يخرج من مركز الزهرة القديمة. يرجع لفظ إبرة الراعي الشائع إلى شكل العمود غير القافز الذي يزيد طوله ويبدو كمنقار الكركي في بعض الأنواع. لا يتمتع معظم أنواع هذا الجنس بعمودٍ طويلٍ يشبه المنقار.
تتغذى يرقات بعض أنواع قشريات الجناح كـعثة الذيل البني وعثة الفأر على نبات الغرنوقي.
تُعد أنواع نبات الغرنوقي اللزج القرمزي اللون من النباتات المفترسة (بالإنجليزية: Protocarnivorous)‏.

## الخلط بين هذا الجنس وجنس اللقلقي

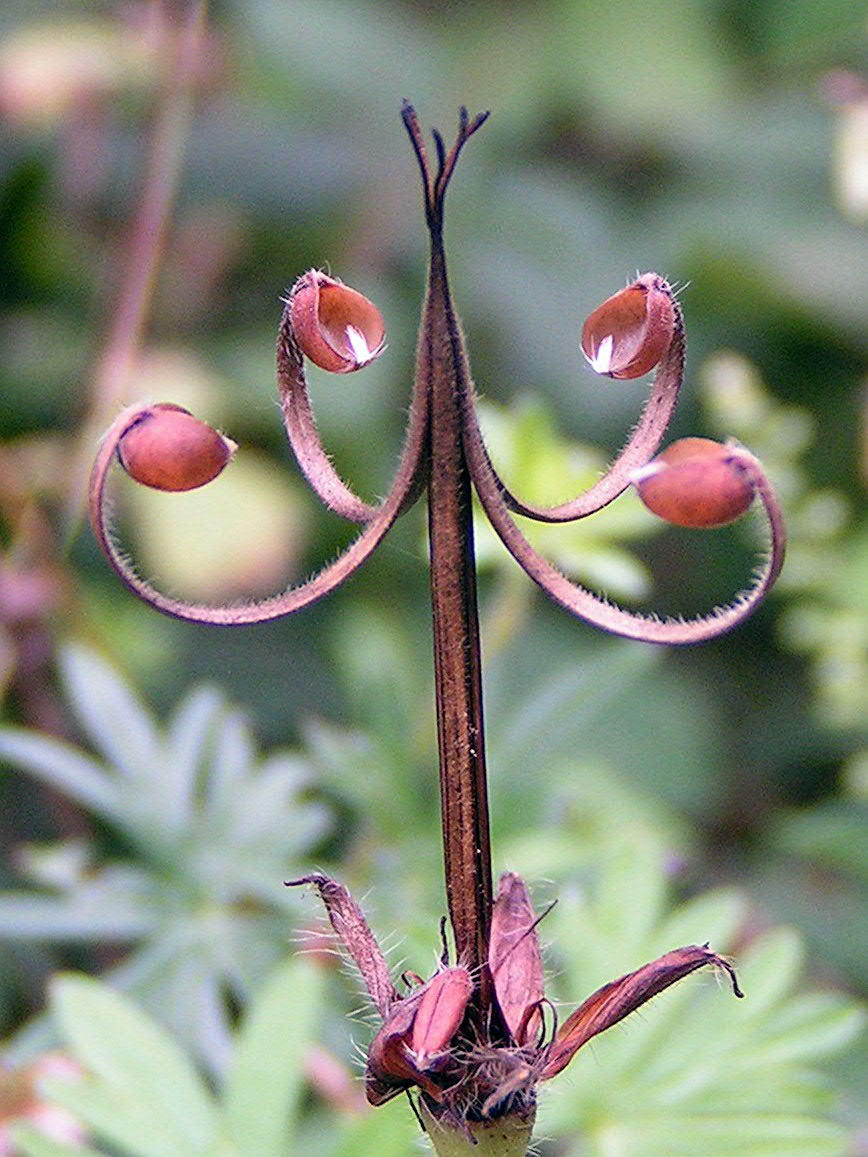
صورة توضح "منقار" مرج نبات الغرنوقي وآلية انتشار بذوره.

يُعد لفظ «نبات الغرنوقي» أيضًا الاسم الشائع لبعض أنواع جنس الرقمة (باللاتينية: Erodium) (التي تُعرف أحيانًا باسم اللقلقي أو إبرة الراعي)، والتي تنتمي أيضًا إلى الفصيلة الغرنوقية. عادةً ما تتميَّز هذه الأنواع بكونها شبه صلبة تظهر في صورة نباتات طباقية في فصل الربيع ويتم التخلص منها بعد الإزهار. جمع عالم النبات السويدي كارولوس لينيوس كل الأنواع في جنسٍ واحدٍ أسماه نبات الغرنوقي، في حين قام بعد ذلك عالم النبات شارل ليريتييه (بالفرنسية: Charles L’Héritier)‏ في عام 1789 بتقسيمها إلى جنسين. كما يصنَّف أحد أنواع هذا الجنس القديم الآن ضمن جنس الرقمة، الذي يشتمل على النباتات التي تُعرف باسم (بالإنجليزية: Filarees)‏ والتي تعيش في أمريكا الشمالية.
غالبًا ما يُطلق لفظ «نبات الغرنوقي الصلب» على نباتات الغرنوقي لتمييزها عن جنس الرقمة شبه الصلب، برغم أن بعض أنواع نبات الغرنوقي لا تصمد في فصل الشتاء.

## الوصف النباتي
يُعد شكل الزهرة أحد أساليب التفريق بين جنسي الغرنوقي والرقمة. تتمتع أزهار الغرنوقي بخمس أوراق تويجية متماثلة تمامًا وبالتالي فهي متناظرة بشكلٍ نصف قطري (متعدد التناظر)، في حين تختلف الورقتان التويجيتان المرتفعتان في جنس الرقمة عن الأوراق الثلاث المنخفضة وبالتالي تتناظر زهورها عند أحد الأسطح فقط (أحادي التماثل).

## من أنواعهالواطنةفي الوطن العربي
1. الغرنوقي الأرجواني (باللاتينية: Geranium purpureum) في المغرب العربي وبعض مناطق أوروبا
2. الغرنوقي الأطلسي (باللاتينية: Geranium atlanticum) في المغرب العربي
3. الغرنوقي البرانسي (باللاتينية: Geranium pyrenaicum) في بلاد الشام والمغرب العربي ومعظم مناطق أوروبا
4. الغرنوقي البروقي (باللاتينية: Geranium asphodeloides) في بلاد الشام وتركيا والبلقان وإيطاليا وبعض مناطق القوقاز
5. الغرنوقي ثلاثي العروف (باللاتينية: Geranium trilophum) في بلاد الشام ومصر
6. الغرنوقي خبازي الأزهار (باللاتينية: Geranium malviflorum) في المغرب العربي وإسبانيا
7. الغرنوقي دائري الأوراق (باللاتينية: Geranium rotundifolium) في بلاد الشام والمغرب العربي ومعظم مناطق أوروبا
8. الغرنوقي الدرني (باللاتينية: Geranium tuberosum) في بلاد الشام والمغرب العربي والقوقاز والبلقان وإيطاليا
9. الغرنوقي الدقيق (باللاتينية: Geranium nanum) في المغرب العربي
10. الغرنوقي الروبرتي (باللاتينية: Geranium robertianum) في بلاد الشام
11. الغرنوقي الساقي (باللاتينية: Geranium subcaulescens) في بلاد الشام وتركيا والبلقان وإيطاليا
12. الغرنوقي الشفاف (باللاتينية: Geranium lucidum) في بلاد الشام
13. الغرنوقي الصوفي (باللاتينية: Geranium lanuginosum) في المغرب العربي وبعض مناطق شمال حوض البحر الأبيض المتوسط
14. الغرنوقي العربي (باللاتينية: Geranium arabicum) في الجزيرة العربية وإثيوبيا وشرق إفريقيا
15. الغرنوقي القزم (باللاتينية: Geranium pusillum) في بلاد الشام
16. الغرنوقي الكولومبي (باللاتينية: Geranium columbinum) في بلاد الشام والمغرب العربي ومعظم مناطق أوروبا
17. غرنوقي لبنان (باللاتينية: Geranium libani) في بلاد الشام وتركيا
18. الغرنوقي اللبناني (باللاتينية: Geranium libanoticum) في بلاد الشام وتركيا
19. الغرنوقي مسنن الأوراق (باللاتينية: Geranium crenophilum) في بلاد الشام والمغرب العربي ومعظم مناطق أوروبا
20. الغرنوقي المكملي (باللاتينية: Geranium makmelicum) في بلاد الشام
21. الغرنوقي المنقسم (باللاتينية: Geranium dissectum) في بلاد الشام والمغرب العربي ومعظم مناطق أوروبا
22. الغرنوقي الناعم (باللاتينية: Geranium molle) في بلاد الشام ومصر والمغرب العربي ومعظم مناطق أوروبا
23. الغرنوقي الهري (باللاتينية: Geranium cataractarum) في المغرب العربي وإسبانيا